# Finale della Coppa dei Campioni 1976-1977
La finale della 22ª edizione di Coppa dei Campioni si tenne il 25 maggio 1977 allo Stadio Olimpico di Roma tra gli inglesi del Liverpool e i tedeschi occidentali del Borussia M'gladbach.
L'incontro, cui assistettero oltre 52 000 spettatori, fu arbitrato dal francese Robert Wurtz e vide la vittoria per 3-1 del Liverpool che per la prima volta nella sua storia vinse la competizione.

## Le squadre
| Squadre             | Partecipazioni precedenti (il grassetto indica la vittoria) |
| ------------------- | ----------------------------------------------------------- |
| Liverpool           | Nessuna                                                     |
| Borussia M'gladbach | Nessuna                                                     |

## Il cammino verso la finale
Il Liverpool di Bob Paisley, campione d'Inghilterra, esordì ai sedicesimi di finale contro i nordirlandesi del Crusaders, aggiudicandosi il derby britannico con un risultato complessivo di 7-0. Agli ottavi di finale fu la volta dei turchi del Trabzonspor, i quali vinsero 1-0 la gara d'andata per poi essere travolti 3-0 ad Anfield. Ai quarti, i francesi del Saint-Étienne, finalisti della passata edizione, furono sconfitti con un risultato totale di 3-2, frutto di una sconfitta in Francia per 1-0 e di una vittoria in Inghilterra per 3-1, con un gol di David Fairclough a otto minuti dal termine. In semifinale il Liverpool affrontò gli svizzeri dello Zurigo, squadra rivelazione della competizione, che però non ebbe fortuna contro i Reds, che passarono il turno agilmente con un risultato aggregato di 6-1.
Il Borussia M'gladbach di Udo Lattek, iniziò il cammino europeo contro gli austriaci dell'Austria Vienna, i quali vinsero 1-0 la gara d'andata per poi essere travolti 3-0 al Bökelbergstadion. Agli ottavi di finale incontrò i campioni d'Italia del Torino vincendo 2-1 l'andata in Italia e pareggiando 0-0 il ritorno in Germania Ovest. Ai quarti, toccò ai belgi del Club Bruges essere eliminati dai campioni di Germania con un risultato aggregato di 3-2. In semifinale la Dinamo Kiev, che eliminò i campioni in carica del Bayern Monaco, diede filo da torcere ai Fohlen che persero all'andata 1-0, ma vinsero la gara di ritorno a Mönchengladbach 2-0 accedendo alla finale di Roma.
La finale venne vissuta alla vigilia come uno scontro tra Kevin Keegan e Allan Simonsen, i giocatori più rappresentativi delle due squadre, in ottica Pallone d'Oro. Alla fine ad alzare il trofeo individuale, nonostante la sconfitta in finale, è stato per una manciata di voti l'ala della compagine tedesca.

## La partita

Il primo goal dei Reds di McDermott

A Roma va in scena, come nella finale del 1975, una sfida anglo-tedesca tra due squadre che raggiungono per la prima volta il final match. Il Liverpool, due volte campione d'Inghilterra, è una squadra molto tattica con giocatori esperti del calibro di Ian Callaghan. D'altro canto il Borussia M'gladbach è nel momento di maggior splendore della sua storia ed è una squadra abilissima nelle ripartenze e nei contropiedi che spesso risultano letali.
I primi quarantacinque minuti sono di marca inglese, infatti da parte dei tedeschi occidentali c'è da registrare solo un acuto di Rainer Bonhof che colpisce il palo con un tiro rasoterra.
Già poco prima della mezz'ora Terry McDermott porta in vantaggio i Reds, e la prima frazione si conclude con gli inglesi in vantaggio.
I Fohlen reagiscono e dopo sei minuti dal fischio d'inizio del secondo tempo arriva il pari con Allan Simonsen, autore di un gol di sinistro nel sette ed eletto miglior giocatore europeo dell'anno. Il gol dell'1-1 rinfranca i tedeschi che per un quarto d'ora schiacciano il Liverpool, che si salva solo grazie alle parate di Ray Clemence. Gli assalti teutonici sono inutili e al 65' Tommy Smith salta più in alto di tutti e porta in vantaggio i suoi.
Il gol piega le gambe ai giocatori del Borussia, che sul finire del match subiscono la terza rete, dal dischetto, di Phil Neal.

## Tabellino
| Arbitro: | Robert Wurtz |

|                                            |           |              |
| McDermott 28’ T. Smith 65’ Neal 83’ (rig.) | Marcatori | 51’ Simonsen |

| Liverpool | Borussia Mönchengladbach |

Formazioni
| Liverpool   |    |                 |
|             |    |                 |
| P           | 1  | Ray Clemence    |
| D           | 2  | Phil Neal       |
| D           | 3  | Joey Jones      |
| D           | 4  | Thomas Smith    |
| C           | 5  | Ray Kennedy     |
| D           | 6  | Emlyn Hughes    |
| A           | 7  | Kevin Keegan    |
| C           | 8  | Jimmy Case      |
| A           | 9  | Steve Heighway  |
| C           | 10 | Ian Callaghan   |
| C           | 11 | Terry McDermott |
| Allenatore: |    |                 |
| Bob Paisley |    |                 |

| Borussia M'gladbach |    |                      |     |     |
|                     |    |                      |     |     |
| P                   | 1  | Wolfgang Kneib       |     |     |
| D                   | 2  | Berti Vogts          |     |     |
| D                   | 3  | Hans Klinkhammer     |     |     |
| D                   | 4  | Hans-Jürgen Wittkamp |     |     |
| D                   | 5  | Rainer Bonhof        |     |     |
| C                   | 6  | Horst Wohlers        |     | 79’ |
| A                   | 7  | Allan Simonsen       |     |     |
| A                   | 8  | Herbert Wimmer       |     | 24’ |
| C                   | 9  | Uli Stielike         | 86’ |     |
| C                   | 10 | Winfried Schäfer     |     |     |
| A                   | 11 | Jupp Heynckes        |     |     |
| Sostituzioni:       |    |                      |     |     |
| C                   | 12 | Christian Kulik      |     | 24’ |
| C                   | 15 | Wilfried Hannes      |     | 79’ |
| Allenatore:         |    |                      |     |     |
| Udo Lattek          |    |                      |     |     |